# Hôtel de Bretonvilliers
Hôtel de Bretonvilliers byl městský palác v Paříži, který ležel na ostrově sv. Ludvíka. Palác byl částečně zbořen v roce 1874. Zbývající části jsou od roku 1986 chráněny jako historická památka.

## Poloha
Palác se nachází ve 4. obvodu na ostrově sv. Ludvíka na rohu ulic 3 Rue de Bretonvilliers a 9 Rue Saint-Louis-en-l'Île.

## Historie
Palác navrhl a v letech 1637–1642 postavil architekt Jean Androuet du Cerceau na ostrově Notre-Dame pro Clauda Le Ragois de Bretonvilliers (1582–1645), sekretáře královské rady Ludvíka XIII. Výzdobou byli pověřeni malíři Simon Vouet (1643), Sébastien Bourdon (1663) a Nicolas Poussin. Claude Le Ragois de Bretonvilliers zemřel krátce po dokončení paláce a ve výzdobě pokračovala jeho vdova Marie Accarie († 1653) a jejich syn Bénigne Le Ragois de Bretonvilliers († 1700). Rodina v roce 1719 pronajala palác královskému daňovému úřadu Ferme générale, který zde zřídil kanceláře.
Za Francouzské revoluce byl v roce 1790 palác znárodněn. V roce 1791 zde byla tiskárna a v roce 1793 manufaktura na výrobu pušek. V květnu 1795 byl palác prodán.
Palác byl z větší části stržen v roce 1874 kvůli výstavbě mostu Sully a Boulavardu Henri-IV. V roce 1986 byly všechny zbývající části, především pavilon s arkádami zapsán na seznam historických památek.